# الهيئة الحكومية الدولية لعلوم المحيطات

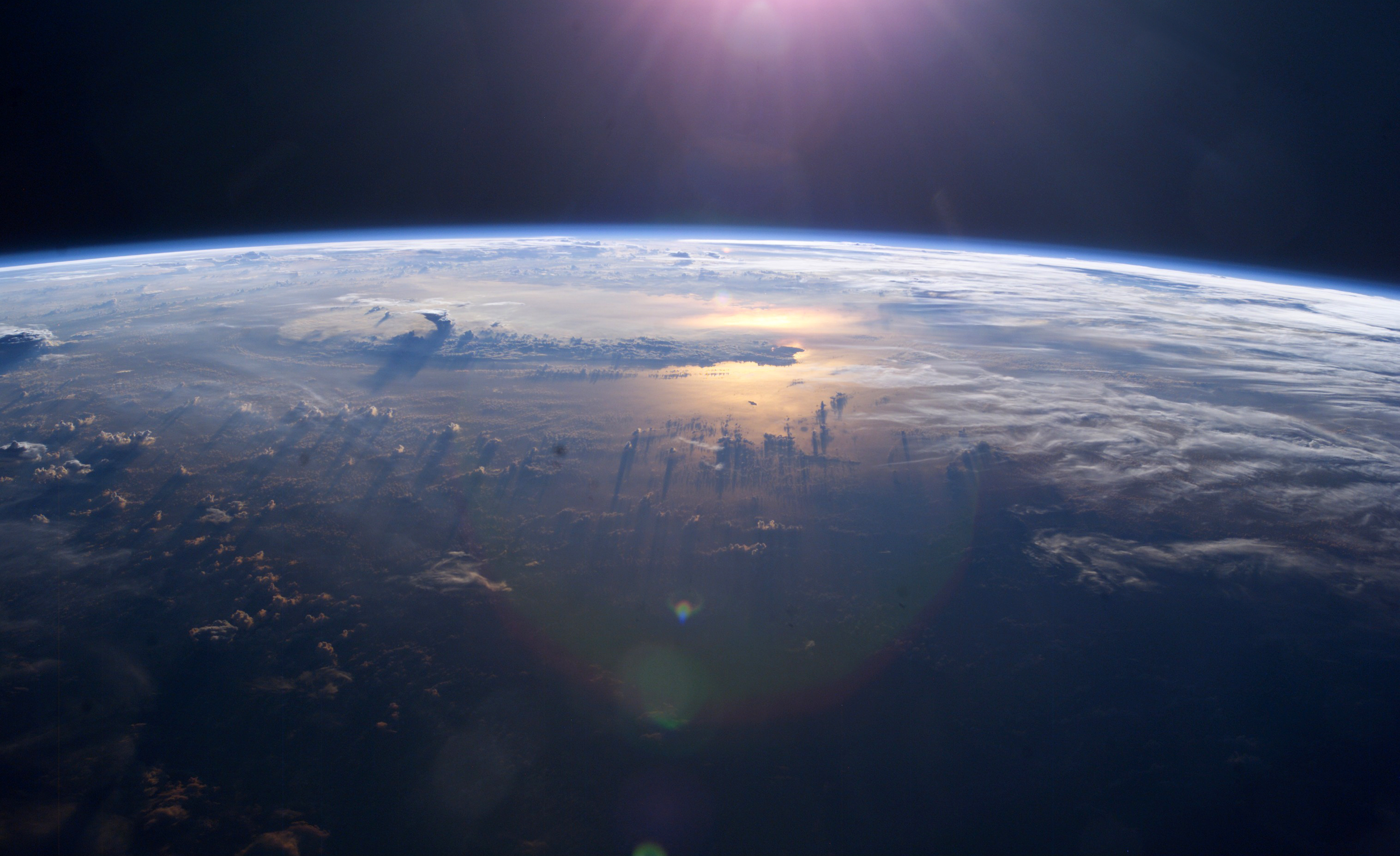

أُنشئت الهيئة الحكومية الدولية لعلوم المحيطات التابعة لليونسكو (IOC / UNESCO) بموجب القرار 2. 31 الذي اعتمده المؤتمر العام لليونسكو. اجتمعت لأول مرة في باريس في مقر اليونسكو من 19 إلى 27 أكتوبر 1961. في البداية، كان هناك 40 دولة أعضاء في اللجنة. تساعد اللجنة الأولمبية الدولية الحكومات على تلبية احتياجاتها الفردية والجماعية لإدارة المحيطات والسواحل، من خلال تبادل المعارف والمعلومات والتكنولوجيا وكذلك من خلال تنسيق البرامج وبناء القدرات في مجال البحوث والملاحظات والخدمات المتعلقة بالمحيطات والسواحل.
وتُعتبر هذه الهيئة هي الهيئة الوحيدة التابعة للأمم المتحدة المتخصصة في علوم وخدمات المحيطات. وهي تركز على منظمات ووكالات الأمم المتحدة الأخرى فيما يتعلق بعلوم المحيطات والملاحظات وتبادل البيانات، والخدمات مثل أنظمة الإنذار من تسونامي العالمية. أنشئت في عام 1960، احتفلت اللجنة بالذكرى الخمسين لتأسيسها في عام 2010 وتضم حاليا 147 دولة عضوًا. وبما أن الهيئة الدولية الحكومية لعلوم المحيطات (IOC) غالباً ما يكون لها اعتمادها الخاص في اجتماعات مثل اجتماعات اتفاقية الأمم المتحدة الإطارية بشأن تغير المناخ (UNFCCC)، واتفاقية التنوع البيولوجي (CBD) ومؤتمر الأمم المتحدة للتنمية المستدامة (ريو +20)، فإن هذا يعطي اليونسكو مقعدان وصوتان.
لقد كانت الهيئة لاعبا رئيسيا في النقاش الدولي الأخير بشأن التنمية المستدامة من حيث صلتها بالمحيط. أكدت الوثيقة الختامية لمؤتمر ريو +20 على أهمية «المحيط والسواحل» في مناقشة الاستدامة، وهي الأساس للدعم المستمر للجنة الأولمبية الدولية لإنشاء هدف التنمية المستدامة المخصص للمحيطات. وتشارك الهيئة عن كثب في العديد من الشراكات الدولية لاستدامة المحيطات مثل اتفاقية التنوع البيولوجي وشبكة الأمم المتحدة للمحيطات والتقييم العالمي للمحيطات.

## عضوية المجلس التنفيذي
في عام 2021م فازت المملكة العربية السعودية بعضوية المجلس التنفيذي للّجنة الحكومية الدولية لعلوم المحيطات، بعد إنتخابها من قبل دول أعضاء المجلس التابع لمنظمة الأمم المتحدة للتربية والعلم والثقافة «اليونسكو» خلال إجتماعهم المنعقد في العاصمة الفرنسية باريس.

## روابط خارجية
- حول الهيئة الحكومية الدولة لعلم المحيطات
- التبادل الدولي للبيانات والمعلومات الأوقيانوغرافية (IODE)